# Gaspar Escolano
Gaspar Escolano (Valencia, 1560-ibídem, 1619) fue un eclesiástico, escritor e historiador valenciano.

## Biografía

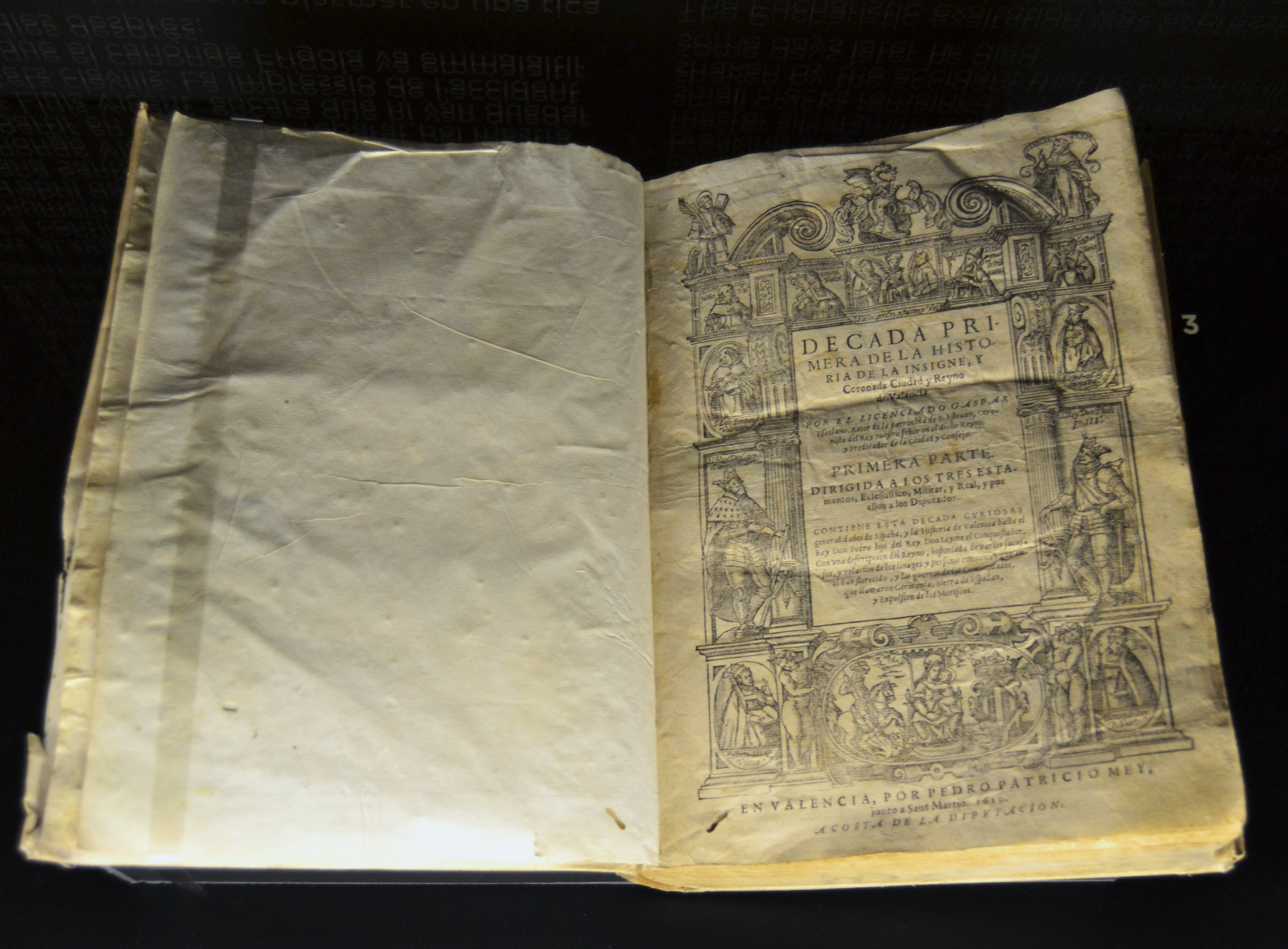

Es autor de unas Décadas de la historia de Valencia (1610-1611), obra clásica de la historiografía valenciana, que abarca hasta la expulsión de los moriscos. 
En 1597 Escolano fue nombrado rector de la valenciana parroquia de San Esteban, en 1602 predicador de la ciudad de Valencia y, en 1604, cronista del reino. Las «Décadas» —fruto del deseo de Escolano de escribir una historia general de Valencia y su reino— fueron editadas por Pere Patrici Mey en dos partes: la primera, titulada «Década primera de la historia de la insigne y coronada ciudad y reyno de Valencia», fue publicada en 1610 y contiene los cinco primeros libros. 
La «Segunda parte de la Década primera de la historia de la insigne y coronada ciudad y reyno de Valencia» fue impresa en 1611. En ellas, se contiene una relación de los hechos históricos acontecidos hasta el reinado de Pedro el Grande de Aragón, además de la relación de los sucesos de las Germanías, de la rebelión de los moriscos y de su expulsión —cuya conveniencia había defendido Escolano en 1608 como secretario de la junta de teólogos reunidos en Valencia por Felipe III a tal efecto—. 
Las “Décadas” ofrecen, además, abundante información sobre la economía del reino de Valencia, sus instituciones, su geografía y sobre los linajes valencianos, por lo que constituyen una obra fundamental para el estudio de la historia y la sociedad valenciana del siglo XVI si bien presentan, junto a una falta de método histórico en la exposición de los hechos, diversos errores cronológicos e inexactitudes históricas. 
Gaspar Juan Escolano pretendía redactar una segunda y tercera «Década» en las que continuaría la historia de los reyes de Aragón pero nunca vieron la luz. A finales del siglo XIX, Juan Bautista Perales realizó en tres tomos una segunda edición, ampliada, de la obra de Escolano. 
Como es habitual en las obras digitalizadas presentes en la Biblioteca Valenciana Digital (BIVALDI), tanto las dos partes de la «Década primera» de Escolano como el estudio bio-bibliográfico de Martí Grajales, se encuentran acompañados de sendas biografías y bibliografías redactadas, respectivamente, por Josep Martí Ferrando y Salvador Chapa Villalba.

## Obra

### Historia
- Década primera de la historia de la insigne y coronada ciudad y reyno de Valencia.[1][2]

### Religión
- Omnium decretorum quae in Valentinis synodis statuta sunt a tempore D. D. Thomae a Villanova, archiepiscopi Valentini, usque ad obitum D. Joannis a Ribera, etiam archiepiscopi et patriarchae Antiocheni, cum última synodo ab eo habita quae adhuc impressa non fuit, brevis epitome, ordine alphabetico digesta; omnibus iudicibus ecclesiasticis, parochis, er ecclesiisapprime necessaria.[1][3]
- Libelli duo, quorum unus inscribitur; sermo panegyricus, sive de laudibus Divi Pauli. Alter vero, disputatio de incarnationis mysterio; quod non solum hebraeis, sed etiam gentibus ante Christi adventum fuerit notum (1588).[1] Dos obras, un sermón alabando a San Pablo y una disertación sobre el misterio de la encarnación.[4]

### Ensayo
Escribió cinco discursos para la Academia de los Nocturnos:
- Sobre la mentira.
- Del poder de la hermosura.
- Probando que la mano izquierda es más honrada que la diestra.
- En alabanza de la edad juvenil.
- Se averigua la historia del papa Juan VIII, o si ha habido jamás muger que fuese papa.

### Poesía
Por las composiciones poéticas que se han conservado, Escolano no destaca por su dominio de la rima.
- En alabanza de la obra (1588).[7] Soneto.[6]
- Dando la norabuena a Monseñor Illustrissimo por la venida de la Reliquia.[8] Soneto.[6]
- La vida de Sant Vincente, grauada en el Topacio que se promete por premio al que mejor la pintase.[8] Sonet.[9]
- Baptismo milagroso de S. Vincente Ferrer en dicha parroquia.[8] Quartets octosíl·labs.[9]
- A S. Vincente, y a los quatro Ioanes que cupieron en honralle.[8] Soneto.[9]
- A la fe de Nuestra Señora.[10] Soneto.[9]